# Lepadella nartiangensis
Lepadella nartiangensis är en hjuldjursart som beskrevs av Sharma 1987. Lepadella nartiangensis ingår i släktet Lepadella och familjen Lepadellidae. Inga underarter finns listade i Catalogue of Life.